# Halleorchis
Genre
Halleorchis est un genre d'Orchidées ne comptant qu'une seule espèce, présente en Afrique.

## Liste d'espèces
Selon Catalogue of Life (20 décembre 2017) et Tropicos (20 décembre 2017) :
- Halleorchis aspidogynoides Szlach. & Olszewski